# Anne Audain
Anne Frances Garrett-Audain, novozelandska atletinja, * 1. november 1955, Auckland, Nova Zelandija.
Nastopila je na poletnih olimpijskih igrah v letih 1976, 1984 in 1988, ko je osvojila enajsto mesto v teku na 10000 m. Na igrah Skupnosti narodov je osvojila zlato medaljo v teku na 3000 m leta 1982 in srebrno medaljo v teku na 10000 m leta 1986. 17. marca 1982 je postavila svetovni rekord v teku na 5000 m s časom 15:13,22, ki je veljal tri mesece.